# غوبلن

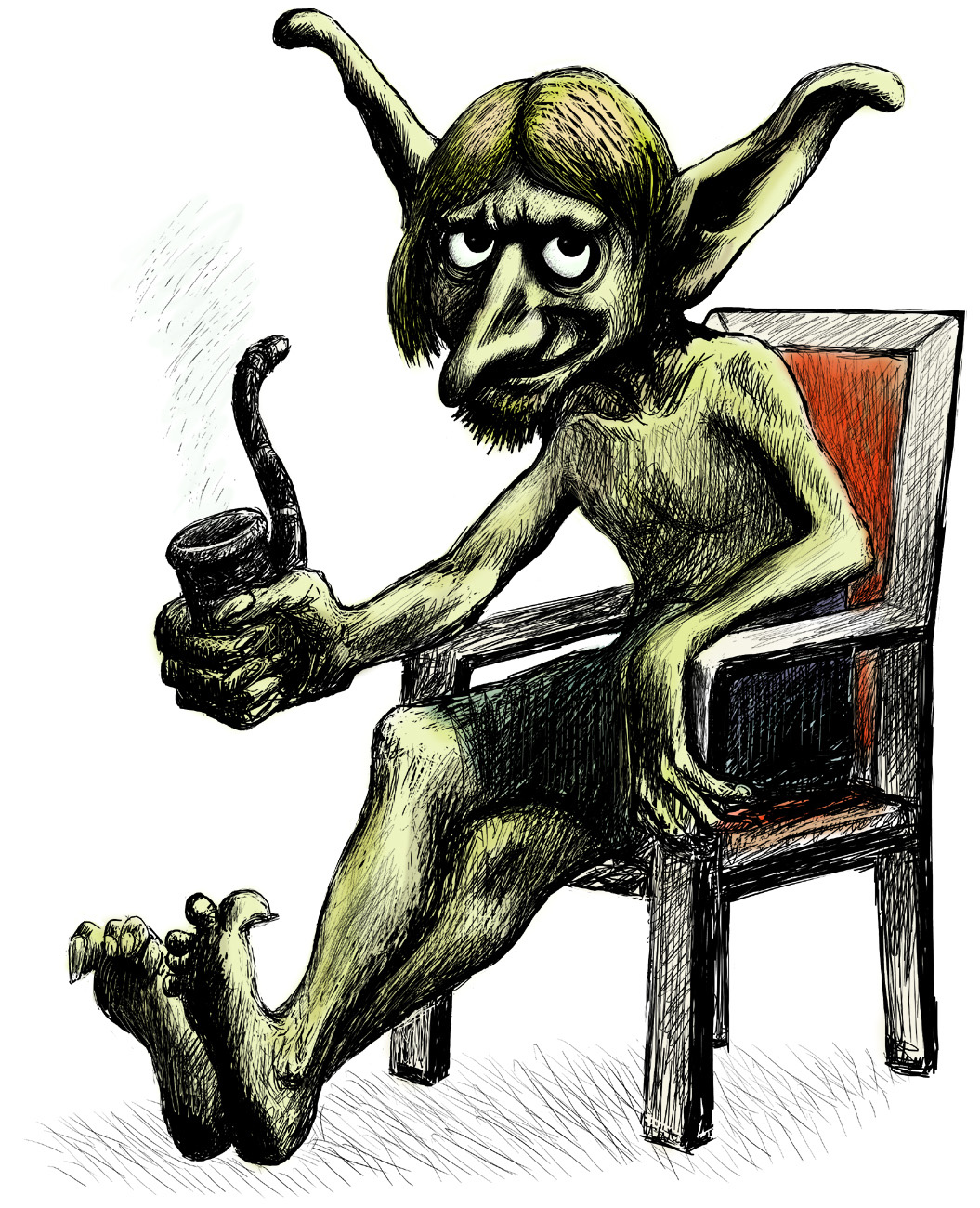
رسم لغوبلن.

الغوبلن هي كائنات خيالية أسطورية، ترمز للشر. عادةً ما يُصوَّر الغوبلن مع قدراتٍ عديدةٍ وشخصيات وهيئاتٍ مختلفة، اعتماداً على الثقافة أو البلد الذي يتناولهم. وفي بعض الحالات يصور الغوبلن بهيئة كائناتٍ صغيرة مثيرة للإزعاج، شبيهين بالنوم والسميراء. على الأغلب يكون الغوبلن مخلوقات قصيرة القامة، حيث لا يزيد طولهم عن بضعة إنشات، بل وأحياناً يكونون بطول الأقزام حتى. وأما شخصياتهم فكثيراً ما تكون مزعجة وفضولية، وغالباً ما يتّسمون بقدراتٍ مميزة، من أبرزها القدرات السحرية، أو المهارات الميكانيكية في التعامل مع الآلات.
يعود أصل مخلوقات الغوبلن بالأساس إلى الثقافات الأوروبية، من مناطق مثل إسكندنافيا وألمانيا وبريطانيا العظمى وأيرلندا. ويُصوَّر الغوبلن في الكثير من الأعمال والعوالم الخيالية الشهيرة، مثل الأرض الوسطى وهاري بوتر وسجون وتنانين وعالم ووركرافت.